# Paul Symphor
Paul Symphor (Le Robert, 1893 – París, 1968) fou un polític martiniquès. Es graduà en magisteri i el 1910 ingressà a la SFIO, de la que en serà secretari de la secció martiniquesa. Fou president d'una cooperativa agrícola i participà en la fundació d'un sindicat de mestres. Fou elegit regidor (1935) i alcalde (1937) de le Robert i conseller general del cantó de Le Robert-1 (1937). Hostil a la França de Vichy, el 1940 fou obligat a dimitir dels seus càrrecs i participà en la resistència clandestina.
El 1945 fou reescollit alcalde de Le Robert i conseller general, càrrecs que mantindrà fins a 1965 i 1967 respectivament. El 1947 fou nomenat president del Consell General de Martinica, càrrec que abandonà quan fou escollit senador de Martinica el 1948-1958. El 1951 fou nomenat secretari de la comissió de marina (1949-1955) i vicepresident del Consell General (1956-1958)